# ヴィルム・ヴェッペルマン
ヴィルム・ヴェッペルマン（Wilm Weppelmann、1957年4月17日- Lüdinghausen出身）は、ドイツの芸術家、コンセプチュアル・アーティスト、写真家、作家。主にドイツのミュンスターで活動しており、ミュンスター私立博物館、カッセル埋葬文化博物館等に、人間的存在の境界に関する様々な個展を開いている。
2006年からは、庭園文化の意義やその役割を主なテーマとして活動している。

## 書籍
- Aus dem Woerterbuch der Sterblichkeiten (1996)
- Ich verlaesst ich (ISBN 3-930322-45-5、2003年)
- Die Kunst in sich zu wohnen (ISBN 3-924447-27-6、2004年)
- Sterben kommt (ISBN 3-924447-25-X、2004年)